# Комер-Патон, Жаклин
Жаклин Комер-Патон (фр. Jacqueline Comerre-Paton; 1 мая 1859, Париж — 20 февраля 1955, Париж) — французская художница, супруга живописца Леона Комера.

## Биография
Жаклин Комер-Патон обучалась в Национальной высшей школе изящных искусств под руководством Александра Кабанеля. Её супругом стал художник-портретист Леон Комер. Как и её супруг, художница придерживалась академизма, но сильное влияние на её творчество оказывал постимпрессионизм. Жаклин Комер-Патон состояла в тесной дружбе с художницей Фанни Кайе, ученицей Шарля Шаплена. Кайе впоследствии в дань их дружбе воспроизвела одну из самых знаменитых картин Комер-Патон At the spring.
В 1881 году художница получила награду Версальской выставки. Картина Комер-Патон «Омела» вошла в сборник 1905 года Women Painters of the World.
Жаклин Комер-Патон умерла в возрасте 96 лет в Париже; в последние годы жизни она уже не занималась живописью.

## Избранные произведения
- Portrait de paysanne
- Jeune fille aux papillons
- Jeune Hollandaise
- L’Honorable Rodolphe Lemieux, président de la Chambre des communes, (1922—1930)
- La Chanson des bois
- L’Ignorance
- An ass skin
- At the spring
- Chaperon rouge
- Mignon
- Mlle Marguerite Ugalde
- Faneuse